# Nevado Anallajsi
Nevado Anallajsi es un estratovolcán en Bolivia. La fecha de su última erupción se desconoce, pero sus flujos de lava más jóvenes parecen haber surgido de una abertura en el flanco norte de la montaña. La principal composición del volcán es andesita y dacita. Se cubran una meseta que se compone de ignimbrita.